# Pelouse alpine du Ghorat et de l'Hazaradjat
Localisation
La pelouse alpine du Ghorat et de l'Hazaradjat est une écorégion terrestre définie par le fonds mondial pour la nature (WWF). Elle fait partie du biome des prairies et brousses d'altitude de l'écozone paléarctique. Elle occupe la région montagneuse centrale de l'Afghanistan, dans les régions historiques du Ghorat et de l'Hazaradjat.